# Belga festők listája
A – nem teljes – lista az 1830-ban függetlenné vált Belgium festőinek nevét tartalmazza.

## A
- Pierre Abattucci 1871-1942
- Victor Abeloos 1881-1965
- Léon Abry 1857-1905
- Robert Aerens 1883-1969
- Edouard Agneessens (1842–1885)
- Pierre Alechinsky 1927
- Gerard Alsteens 1940
- Armand Apol 1879-1950
- Berthe Art 1857-1934
- Alphonse Asselbergs 1839-1916

## B
- Albert Baertsoen (1866–1922) impresszionizmus
- Edgar Baes 1837-1909
- Firmin Baes 1874-1934
- Lionel Baes 1839-1913
- Giljom Ballewijns 1875-1944
- Georges-Marie Baltus 1874-1967
- Willem Battaille 1867-1933
- Charles Baugniet 1814-1886
- Euphrosine Beernaert 1831-1901
- Piet Bekaert (1939–2000), impresszionizmus
- Charles-Louis Bellis 1837-?
- Hubert Bellis 1831-1902
- Fred Bervoets 1942
- Edouard de Bièfve 1809-1882
- Franz Binjé 1835-1900
- Charles Bisschops 1894-1975
- Maurice Blieck 1876-1922
- Anna Boch (1848–1936), neo-impresszionizmus
- Eugène Boch (1855–1941), impresszionizmus
- Gaston Bogaert (1918), szürrealizmus
- Jean-Marie Boomputte 1947
- Michaël Borremans 1963
- Andrée Bosquet 1900-1980
- Paul Boudry 1913-1976
- Hippolyte Boulenger (1837–1874), realizmus
- Virginie Bovie (1821–1888)
- Eugène Broerman 1861-1932
- Jean Brusselmans 1884-1953
- Félix Buelens 1850-1921
- Gustaaf Buffel 1886-1972
- François Bulens 1857-1939
- Pol Bury 1922-2005
- André Buzin (1946), állatok és virágok festője

## C
- Nestor Cambier (1879-1957)
- Jean-Baptiste Capronnier (1814–1891), üvegfestő
- Évariste Carpentier (1845–1922), (naturalizmus, impresszionizmus)
- Caroline Chariot-Dayez (1958)
- Émile Claus (1849–1924), impresszionizmus
- Paul Jean Clays (1819–1900), tengeri festészet
- Jan Cockx (1891–1976), festő, keramikus
- Jan Cox (1919–1980)
- Luc-peter Crombé (1920–2005)

## D
- Bert De Beul (Gent, 1961)
- Hugo Debaere (1958–1994)
- Jan De Cock (1976)
- Caroline Danois-Maricq
- William Degouwe de Nuncques (1867–1935), szimbolizmus
- Carole Dekeijser
- Raoul De Keyser (1930)
- Hippolyte de la Charlerie (1827–1869)
- Paul Delvaux (1897–1994), szürrealizmus
- Jean Delville (1867–1953), szimbolizmus
- Gustave De Smet (1877–1943), expresszionizmus
- Louis Dewis (1872–1946), posztimpresszionizmus
- Sam Dillemans (1965)
- The de Vriendt brothers
- Christian Dotremont (1922–1979)
- Jos de Mey (1928–2007)
- Arpaïs Du Bois (1973)

## E
- James Ensor (1860–1949)

## F
- Théodore Fourmois (1814–1871)
- Jean-Michel Folon

## G
- Louis Gallait (1810–1887)

## H
- Hugo Heyrman (1942)
- Philip Henderickx (1976)
- Guy Huygens (1924)

## J
- Louis Jacobs  (1855–1929), impresszionizmus
- Floris Jespers (1889–1965)
- Walter Jonckheere  (1924–1999),

## K
- Fernand Khnopff (1858–1921), szimbolizmus

## L
- Eugène Laermans (1864–1940)
- Paul Lauters (1806-75)
- Georges Emile Lebacq (1876–1950)
- Charles Leickert (1816–1907)
- Georges Lemmen (1865–1916), neoimpresszionizmus
- Auguste Levêque (1866–1921)
- Jan August Hendrik Leys (1815–1869)
- Octave Landuyt (Gent, 1922)
- Jean Libon (Theux)
- Johan Lowie Dendermonde

## M
- Jean Baptiste Madou (1796–1877)
- René Magritte (1898–1967), szürrealizmus
- Frans Masereel (1889–1972)
- Armand Massonet (1892–1979)
- Constantin Meunier (1831–1905)
- Henri Michaux (1899–1984)

## N
- François-Joseph Navez (1787–1869), neoklasszicizmus
- Erik Nagels

## P
- Pierre Paulus (1881–1959), expresszionizmus
- Constant Permeke (1886–1952), expresszionizmus
- Jean-François Portaels (1818–1895)
- Erik Pevernagie (1939)
- Louis Pevernagie (1904–1970),  expresszionizmus
- Frans Pincé (1912-1984), expresszionizmus
- Pierre Pirson (1957)
- Oswald Poreau (1877–1955)

## R
- Roger Raveel (1921)
- Félicien Rops (1833–1898)

## S
- Jules Schmalzigaug 1882-1917
- Joseph Schubert 1816-1885
- Pierre Schwarz 1950-
- Jacques Schyrgens 1923
- Antoine Schyrgens 1890-1981
- Auguste-Ernest Sembach 1854-?
- Albert Servaes (1883–1966)
- Michel Seuphor 1901-1999
- Victor Servranckx (1897–1965), kubizmus
- Victor Simonin 1877-1946
- Remi Smits (1921–2001), expresszionizmus
- Frans Balthasar Solvyns 1760-1824
- Octave Soudan (1872–1948) expresszionizmus
- Michel-Joseph Speeckaert 1748-1838
- Léon Spilliaert 1881-1946
- Romain Steppe (1859–1927)
- Alfred Stevens 1823-1906
- Joseph Stevens 1816-1892
- Ildephonse Stocquart 1819-1889
- Jan Stobbaerts 1838-1914
- François Stroobant 1819-1916
- Jan Swerts 1820-1879
- Charles Swyncop 1895-1970
- Philippe Swyncop 1878-1949

## T
- Pierre Thevenet (1870–1937)
- Jan Theuninck (Zonnebeke 1954)
- Luc Tuymans (1958)

## V
- Hilaire Vanbiervliet (1890–1981), expresszionizmus
- Frits Van den Berghe (1883–1939), expresszionizmus
- Gustave Van de Woestijne (1891–1947)
- Philippe Vandenberg (Gent 1952 – Brüsszel 2009)
- Jef Van Campen (1934)  expresszionizmus
- Filip Vandeputte (1962)
- Jef Vanderveken (1934)
- Cornelius Van Leemputten (1841–1902)
- Henry van de Velde (1863–1957)
- Hans Vandekerckhove (Kortrijk 1957)
- Anne-Mie Van Kerckhoven (1951)
- Koen Vanmechelen (Sint-Truiden 1965)
- Eugeen Van Mieghem (1875–1930), impresszionizmus
- Théo van Rysselberghe (1862–1926), pointillizmus
- Achille Van Sassenbrouck (1886–1979), expresszionizmus
- Eugène Joseph Verboeckhoven (1790–1881)
- Jan Verdoodt
- Fernand Verhaegen (1883–1975)
- Jan Verhas (1834–1896)
- Michel Marie Charles Verlat (1824–1890)
- Tim Verfaillie (1893 – 1934), expresszionizmus

## W
- Baron Gustaf Wappers (1803–1874)
- Emile Wauters (1846–1933)
- Antoine Wiertz (1806–1865) (romantika)
- Ferdinand Willaert (1861–1938)
- Florent Joseph Marie Willems (1823–1905)
- Roger Wittevrongel (1933)
- Rik Wouters (1882–1916), fauvizmus
- Cindy Wright (1972- )

## Y
- Jan Yoors (1922–1977)